# Aeropuerto de Pinar del Río
El Aeropuerto de Pinar del Río (IATA: QPD, OACI: MUPR) es el aeropuerto de Pinar del Río, la ciudad capital de la Provincia de Pinar del Río, en Cuba.

## Instalaciones
El aeropuerto se encuentra en una elevación de 40 metros sobre el nivel del mar. Posee una pista designada 08/26 con una superficie de asfalto que mide 1120x37 metros.